# Eruguera d'espatlles negres
L'eruguera d'espatlles negres (Edolisoma incertum) és una espècie d'ocell de la família dels campefàgids (Campephagidae).

## Hàbitat i distribució
Habita boscos i vegetació secundària dels turons i muntanyes de les illes Raja Ampat de Waigeo i Batanta. Nova Guinea, incloent les illes Meos Num i Yapen.